# Everything Is Fine (굿 플레이스)
"Everything Is Fine"(넷플릭스 제목: 굿 플레이스는 이상 무)는 미국의 판타지 코미디 텔레비전 시리즈 《굿 플레이스》의 첫 에피소드이다. 이 시리즈의 제작자인 마이클 슈어가 각본을 맡았고, 총괄 프로듀서 드루 고더드가 연출을 맡았다. 2016년 9월 19일에 미국 NBC에서 방영되었으며, 이후 다음 에피소드인 "Flying"이 연이어 방영되었다.
《굿 플레이스》는 사후 세계에서 깨어난 엘리너 셸스트롭(크리스틴 벨)이 생전 선한 행동 덕분에 마이클(테드 댄슨)의 안내를 받아 천국과 같은 유토피아인 '굿 플레이스'에 발을 들이게 되면서 시작된다. 하지만 사실은 도덕 관념이 없고 외톨이였던 엘리너는 자신이 실수로 굿 플레이스에 오게 되었음을 깨닫고, 자신의 올바르지 못한 행동을 숨기면서 달라진 모습을 보여주기 위해 노력해야 하는 상황에 처한다.
2015년 8월, NBC는 13개의 에피소드로 구성된 《굿 플레이스》의 제작을 승인했다. 2016년 초에 캐스팅이 이루어졌으며, 주로 헌팅턴 도서관과 유니버설 스튜디오 할리우드에서 촬영이 진행되었다. 이 에피소드는 첫 방영 당시 804만 명의 시청자를 기록하며, 2016년 가을부터 2017년 봄까지의 TV 시즌 동안 방영된 코미디 시리즈 첫 번째 에피소드 중 가장 높은 시청률을 기록했다. 평론가들은 각본과 크리스틴 벨, 테드 댄슨의 연기를 호평했다.

## 줄거리
엘리너 셸스트롭(크리스틴 벨)은 눈을 뜨고 대기실에 있는 자신을 발견한다. 마이클(테드 댄슨)이 엘리너를 맞이하며, 쇼핑카트 줄에 치여 차도로 튕겨져 나가는 바람에 지구에서 그녀가 죽었다고 알려준다. 마이클은 엘리너가 지구에서 가장 훌륭한 사람 중 하나였다며, 그 결과로 천국과 같은 유토피아인 '굿 플레이스'에 오게 되었다고 환영한다.
곧이어 마이클은 엘리너에게 굿 플레이스의 이곳저곳을 돌아다니며 가이드를 해주고, 엘리너를 비롯한 다른 새로운 입주자들을 위해 소개 영상을 상영한다. 영상에 등장한 마이클은 지구에서의 행위 하나하나에 긍정적이거나 부정적인 점수가 매겨져 사후에 합산되며, 그렇게 가장 높은 점수를 받은 사람들만이 굿 플레이스에 들어오게 된다고 설명한다. 또한 마이클은 이곳의 모든 사람에게 소울메이트가 있다고 알려주며, 엘리너에게는 그녀가 사형수를 변호했던 변호사였기에 굿 플레이스에 들어올 자격을 얻었다고 말한다.

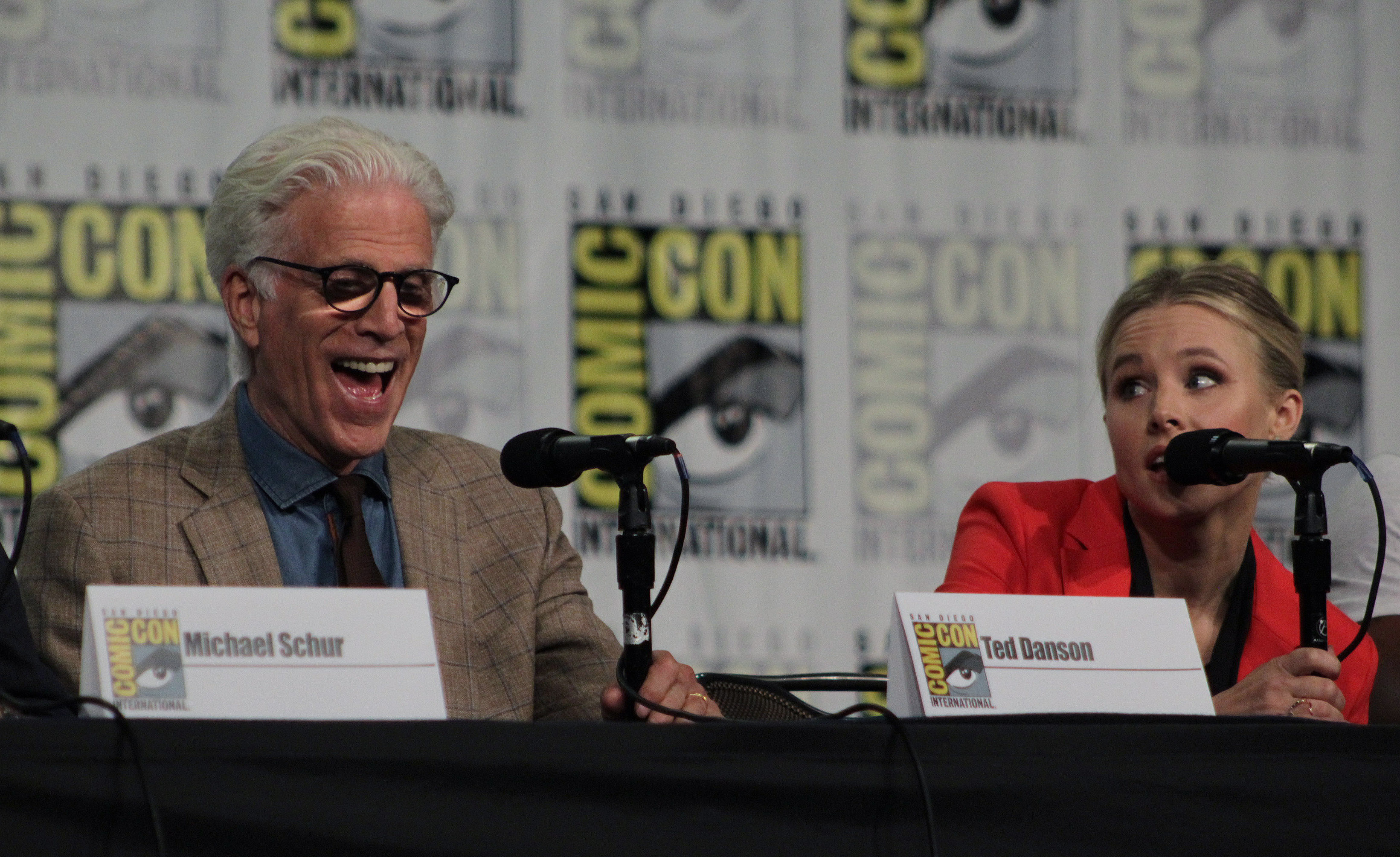
《굿 플레이스》에서 각각 마이클과 엘리너 역을 맡은 테드 댄슨과 크리스틴 벨

마이클은 엘리너에게 특별히 그녀의 취향에 맞춰 설계된 집을 보여준 후, 세네갈 출신의 윤리학 교수였던 치디 아나곤예(윌리엄 잭슨 하퍼)를 엘리너의 소울메이트로 소개한다. 마이클이 자리를 비우자 엘리너는 치디에게 마이클이 말한 자신의 삶에 대한 모든 것이 잘못되었으며, 자신은 마이클이 말한 그 사람이 아니라는 사실을 털어놓는다. 엘리너는 자신이 병들고 나이든 사람들에게 실제로는 효과가 없는 식이 보충제를 속여 팔면서 생계를 유지했던, 생전에 아무런 선한 일을 한 적이 없는 무신경한 사람이었다고 고백한다. 이후 마이클은 엘리너와 치디에게 부유한 영국인 자선가 출신의 타하니 알자밀(자밀라 자밀)과 그녀의 소울메이트이자 침묵 서약을 지키고 있는 승려 지안유 리(매니 저신토)를 이웃으로 소개한다.
타하니와 지안유가 자신들의 저택에서 주최한 파티가 열리는 동안, 치디는 엘리너가 술에 취해 타하니에 대해 뒷담화를 하자 그녀를 도와야 할지 말아야 할지 고민하기 시작한다. 다음날 아침, 잠에서 깨어난 엘리너는 자신의 삶을 두고 했던 저속한 발언들과 타하니를 비꼬았던 표현들이 현실로 나타나 굿 플레이스를 혼란에 빠뜨리고 있는 걸 목도한다. 치디는 엘리너에게 그녀가 굿 플레이스에 있는 것 자체가 이 사건의 원인이라며, 엘리너의 행동이 이곳에 막대한 영향을 미치고 있다고 알려준다. 마이클이 긴급 회의를 한다며 문을 두드리는 바로 그 순간, 엘리너는 치디에게 자신이 더 나은 사람이 될 수 있도록 도와달라고 간청한다.

## 제작

### 기획
2015년 8월 13일, NBC는 마이클 슈어의 13개 에피소드로 구성된 제목 미정의 드라마 제작을 승인했다는 보도자료를 발표했다. 기획 단계에서 슈어는 방송사 측에 시리즈의 기본 설정에 대해서는 설명했지만, 시즌 1 마지막 에피소드에 나오는 반전에 관한 내용은 숨겼다. 2016년 1월, 드루 고더드가 첫 번째 에피소드의 연출을 담당하기로 했다는 소식이 발표되었다. 슈어의 이전 작품들의 팬이었던 고더드는 슈어로부터 처음에는 단순히 이야기를 나누자는 제안을 받았는데, 알고 보니 슈어가 자신에게 새로운 작품 기획을 설명하려고 했다고 밝혔다. 고더드는 콜라이더와의 인터뷰에서 첫 에피소드의 대본을 읽고 난 후의 소감을 밝히며, "저는 함께 일할 사람을 고를 때 서로 신뢰하고 같은 목표를 향해 갈 수 있는 사람을 선택합니다. 마이크가 바로 그런 사람이라는 걸 알았죠."라고 자신이 연출을 맡게 된 이유를 설명했다.
"그래서 혼자서 엄청나게 많은 공부를 했죠. [...] 누군가를 만나 회의를 하기도 전에 말이에요. '이런 주제에 대해서는 내가 모르는 게 너무 많아서, 이러한 빈틈을 빨리 공부해서 채워 넣어야겠다.'라고 생각했거든요. 큰 문서를 만들어 메모를 하다보니 같은 이름들이 반복해서 나오는 걸 발견했고, 저는 '아, 이 부분에 대해 좀 더 자세히 알려면 이걸 읽어봐야겠구나.'하고 생각하곤 했습니다." 
슈어에 따르면 처음에는 다양한 종교를 조사한 후 드라마에 종교적 요소를 담아내려고 생각했지만, 이러한 계획을 취소하고 대신 특정 종교에 치우치지 않고 모든 종교를 포용할 수 있는 설정을 선택했다. 이에 대해 슈어는 "조사를 중단한 이유는 이 이야기가 종교적 구원이 아닌, 올바른 삶을 사는 것에 대한 이야기라는 걸 깨달았기 때문입니다. 이 드라마는 어느 한쪽 편을 들지 않으며, 굿 플레이스에 있는 사람들은 모든 나라와 종교를 배경으로 하고 있습니다."라고 말했다. 슈어는 또한 이 드라마의 촬영 장소인 캘리포니아의 헌팅턴 도서관과 유니버설 스튜디오 할리우드가 "여러 문화가 혼합된 느낌을 주었죠."라고 이야기하면서, 등장인물들이 서로 다른 종교를 가진 사람들이지만 그것에 상관없이 함께 어울려 지내는 모습을 보여주고 싶었다고 말했다.
《굿 플레이스》의 배경과 설정, 매회마다의 클리프행어 결말은 슈어가 좋아했던 드라마인 《로스트》를 참고해서 만들어졌다. 시리즈를 기획할 당시 슈어가 가장 먼저 연락한 사람 중 하나가 바로 《로스트》의 공동 제작자인 데이먼 린들로프였다. 슈어는 인터뷰에서 "그를 점심 식사에 초대해서 '이 기획이 괜찮을지 한번 봐주시겠어요?'라고 말했죠."라고 이야기했다고 밝혔고, 이어서 "《로스트》처럼 클리프행어와 함께 드라마 내 중요한 사건들도 잘 짜여진 방식으로 만들고 싶었습니다."라고 덧붙였다. 슈어는 이 대화를 통해 이런 드라마를 쓰는 게 얼마나 어려운지 듣고, NBC에는 전체 이야기를 완벽하게 준비한 다음에 제안하기로 했다. 슈어는 대신 시즌 전체의 이야기와 주요 에피소드들의 순서를 미리 계획했고, 실제 첫 시즌 제작에서도 이 계획을 거의 그대로 따랐다.

### 캐스팅

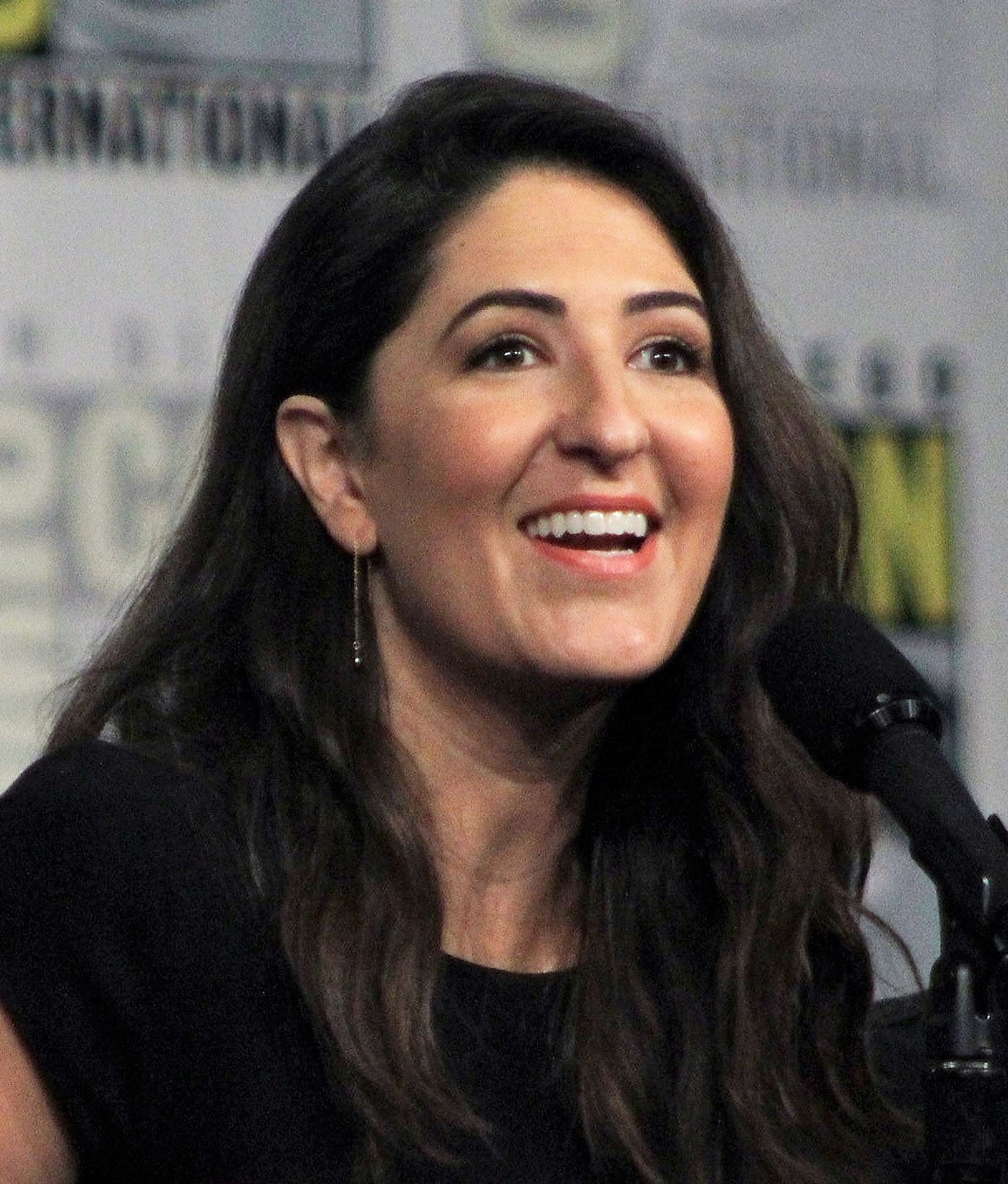
드라마 작가진은 다시 카든이 캐스팅된 배역에 대해 실제 설정과 다른 정보를 제공했다.

2016년 1월 12일, NBC는 크리스틴 벨과 테드 댄슨이 이 시리즈의 주연으로 캐스팅되었다고 발표했다. 첫 시놉시스도 함께 공개되었는데, 엘리너가 스스로 더 나은 사람이 되기 위해 노력하고, 마이클이 그 과정을 도와주는 내용이 될 것이라고 밝혔다. 같은 해 2월 11일에는 윌리엄 잭슨 하퍼가 '크리스' 역에 캐스팅되었는데, 나중에 배역의 실제 이름이 치디라는 사실이 밝혀졌다. 하퍼는 《GQ》와의 인터뷰에서 '이노센스 프로젝트'라는 이름의 일터에서 친구가 된 벨의 배역이 사실은 그곳에서 근무하지 않고 있다는 사실을 알게 된 후, 벨의 배역을 돕게 돕는 내용의 오디션을 보았다고 이야기했다. 하퍼는 이 오디션 설정이 "실제 시나리오와는 완전히 달랐지만, 치디라는 캐릭터의 뼈대는 이미 거기에 있었습니다."라고 말했다. 하퍼는 배역이 정해진 뒤에 슈어와 고더드와의 미팅에서 드라마의 진짜 설정을 전해 들었다.
2016년 2월 25일에 자밀라 자밀이 '테사' 역에 캐스팅되었고, 이후 배역의 이름이 타하니로 변경되었다. 같은 해 3월 3일에는 매니 저신토가 '플로리다 남부에서 DJ로 살아가는 것이 꿈인 순수하고 착한 인물'인 '제이슨' 배역에 캐스팅되었다는 소식이 알려졌다. 3월 15일에는 주요 배역 중 마지막으로 '문제가 많은 과거를 지닌 바이올린 판매원'인 재닛 델라데눈지오 역할에 다시 카든이 캐스팅되었는데, 드라마 내에서 배역의 실제 설정은 프로그래밍된 비서인 재닛으로, 배역 이름은 그대로 유지되었다. 2018년에 보도된 바에 따르면 이 드라마의 작가진이 일부러 언론사에 카든의 배역에 대해 실제 설정과 다른 정보를 제공했다고 한다.

## 반응

### 시청률
닐슨 미디어 리서치에 따르면, 2016년 9월 19일에 방영된 "Everything Is Fine"은 미국에서 804만 명이 시청했으며, 18세~49세 시청자층에서 2.3/8의 시청률을 기록했다. 이는 TV가 있는 모든 가구 중 2.3%가 이 에피소드를 시청했으며, 같은 시간대에 TV를 시청 중이었던 모든 가구 중 8%가 이 에피소드를 시청했다는 의미이다. 《굿 플레이스》는 이날 밤의 NBC에서 방영한 프로그램 중 《더 보이스》에 이어 두 번째로 많이 본 프로그램이었고, 동 시간대에서는 1위를, 18세~49세 시청자층에서는 《케빈 캔 웨이트》, 《더 보이스》, 《빅뱅 이론》에 이어 4위를 기록했다. 며칠 후 DVR 시청까지 포함하자 이 에피소드의 미국 전체 시청자 수가 약 1,200만 명까지 늘어났고, 2016년 가을부터 2017년 봄까지 방영된 코미디 시리즈 첫 에피소드 중에 가장 많은 시청자가 시청한 에피소드가 되었다.

### 평가
"Everything Is Fine" 에피소드는 평론가들 사이에서 대체로 긍정적인 평가를 받았다. 샌디에이고 코믹콘 인터내셔널에서 시사회에 참석한 IGN의 맷 파울러는 10점 만점에 7.2점을 부여하면서 "사후 세계를 재미있게 관료 조직처럼 그려냈다."라며 "그 자체로 독특하고 재미있는 TV 드라마"라고 평했다. 이어서 벨과 댄슨의 연기는 "뛰어났"지만 "다른 배우들의 연기는 더 노력이 필요하다."라고 언급했다. 디 A.V. 클럽의 데니스 퍼킨스는 이 에피소드와 다음 에피소드인 "Flying"에 A− 등급을 매겼는데, 슈어가 만든 사후 세계에 대해 호평하며 "굿 플레이스의 규칙들과 특이한 점들이 재치있는 아이디어와 독특한 요소들로 가득 차 있어서, 앞으로도 계속해서 웃음과 흥미를 제공할 것 같다"라고 이야기했다. 또한 벨의 연기에 대해서는 "타고난 밝은 이미지 덕분에 우리는 실수로 천국에 들어가게 된 엘리너가 뻔뻔하게 버텨내기를 응원하게 된다."라며 "엘리너 배역에 딱 맞다."라고 덧붙였다. 역시 "Everything Is Fine"과 "Flying"에 대해 리뷰한 벌처의 노엘 머리는 5점 만점에 4점을 주며 이를 "영리하고, 재미있으며, 편하게 볼 수 있는" 작품이고, "시리즈 초반에 미스터리 요소들을 심어두는 건 언제나 좋은 방법이지만, 굿 플레이스는 그 미스터리들에 너무 매달리느라 드라마의 재미를 놓치지는 않는다."라고 평했다.